# Helmerich & Payne

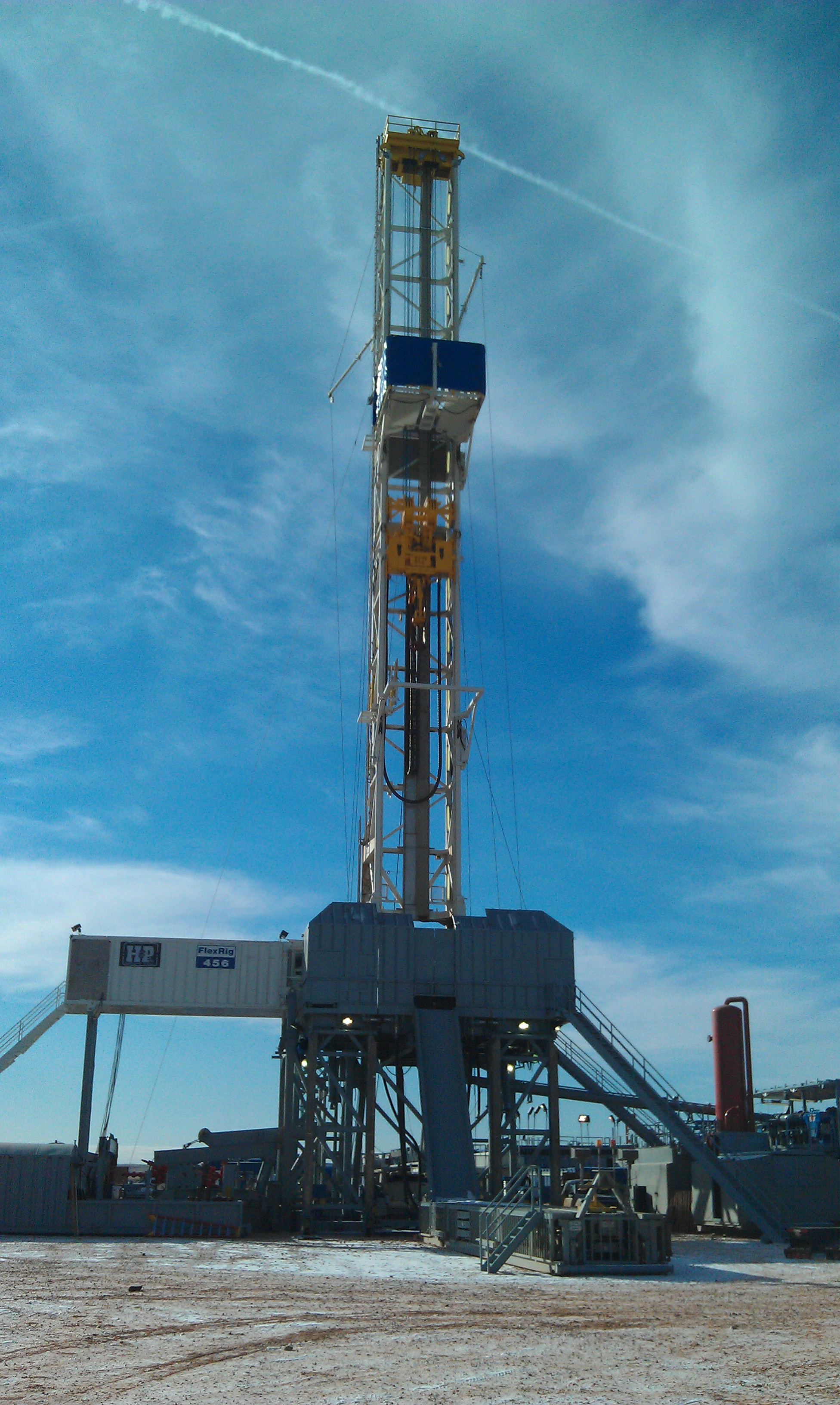
Bohrturm von Helmerich & Payne über der Bakken-Formation

Helmerich & Payne ist ein amerikanischer Bohrdienstleister mit Sitz in Tulsa, Oklahoma. Das Unternehmen teuft für Öl- und Gaskonzerne Bohrungen ab.
Helmerich & Paynes FlexRig-Bohrtürme sind führend bei Bohrungen in unkonventionellen Lagerstätten (wie z. B. Schiefergas).
2015 hatte das Unternehmen 343 Bohrtürme im Einsatz, die aufgrund der niedrigen Öl- und Gaspreise aber nur noch eine Auslastung von 62 % hatten.